# Tuomas Sammelvuo
Tuomas Sammelvuo est un ancien joueur finlandais de volley-ball né le 16 février 1976 à Pudasjärvi (Ostrobotnie du Nord). Il mesure 1,93 m et jouait au poste de réceptionneur-attaquant. Il totalise 234 sélections en équipe de Finlande. Il est désormais entraîneur.

## Clubs
| Club                   | Pays     | De        | À         |
| ---------------------- | -------- | --------- | --------- |
| Raision Loimu          | Finlande | 1993-1994 | 1993-1994 |
| KuPS-Volley Kuopio     | Finlande | 1994-1995 | 1996-1997 |
| ASPTT Strasbourg       | France   | 1997-1998 | 1997-1998 |
| Stade poitevin         | France   | 1998-1999 | 1999-2000 |
| Noicom Cuneo           | Italie   | 2000-2001 | 2001-2002 |
| Pallavolo Plaisance    | Italie   | 2002-2003 | 2002-2003 |
| Tours VB               | France   | 2003-2004 | 2004-2005 |
| Toyota Gosei           | Japon    | 2005-2006 | 2005-2006 |
| Dynamo Kaliningrad     | Russie   | 2006-2007 | 2007-2008 |
| Callipo Sport          | Italie   | 2008-2009 | 2008-2009 |
| ZAKSA Kędzierzyn-Koźle | Pologne  | 2009-2010 | 2009-2010 |
| Lokomotiv Novossibirsk | Russie   | 2010-2011 | Nov. 2012 |

## Palmarès
- Ligue des champions (1)
  - Vainqueur : 2005
- Coupe de la CEV (1)
  - Vainqueur : 2002
- Supercoupe d'Europe
  - Perdant : 2001
- Championnat de France (2)
  - Vainqueur : 1999, 2004
- Championnat de Finlande (2)
  - Vainqueur : 1995, 1996
- Coupe de France (1)
  - Vainqueur : 2005
- Coppa Italia (1)
  - Vainqueur : 2002
- Coupe de Finlande (2)
  - Vainqueur : 1995, 1996